# Audubon Ballroom

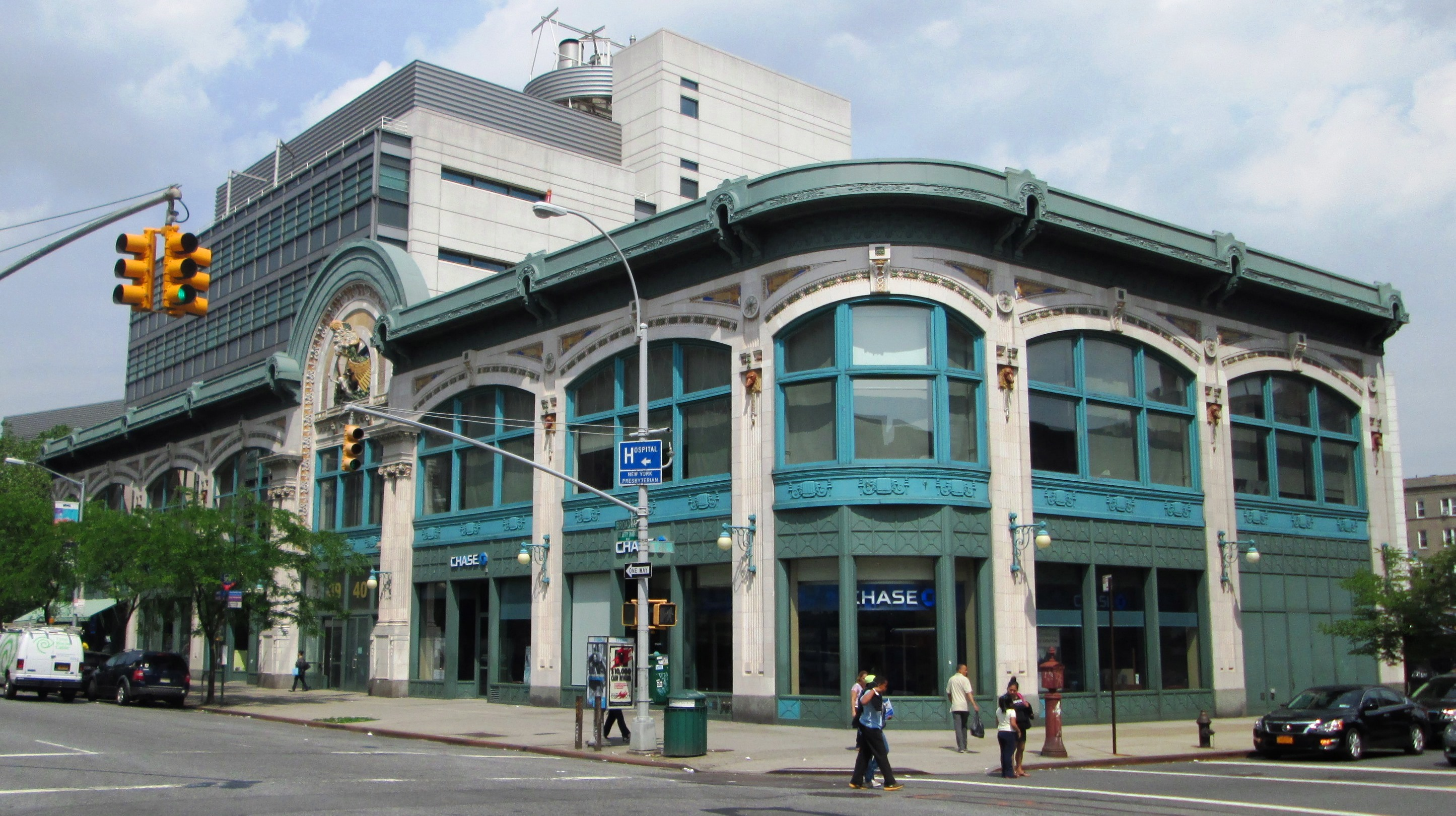
O antigo Audubon Ballroom: Em primeiro plano está o Malcolm X and Dr. Betty Shabazz Memorial and Educational Center, ao fundo, erguendo-se acima do edifício original, está o Edifício de Pesquisa Biomédica Mary Woodard Lasker do Centro Médico da Universidade de Columbia, onde fica o Centro de Tecnologia e Negócios Audubon.

O Audubon Theatre and Ballroom, geralmente conhecido como Audubon Ballroom, era um teatro e salão de baile localizado no número 3940 da Broadway, esquina com a West 165th Street, no bairro de Washington Heights, em Manhattan, Nova Iorque. Foi construído em 1912 e projetado por Thomas W. Lamb. O teatro foi conhecido por vários nomes, como William Fox Audubon Theatre, Beverly Hills Theater e San Juan Theater, e o salão de baile é notadamente conhecido por ser o local do assassinato de Malcolm X, em 21 de fevereiro de 1965. Atualmente o edifício abriga o Centro de Tecnologia e Negócios Audubon, que faz parte do Parque de Pesquisa Audubon da Universidade Columbia.

## História
O Audubon Ballroom foi construído em 1912 pelo produtor cinematográfico William Fox, que mais tarde fundou a Fox Film Corporation. Fox contratou Thomas W. Lamb, um dos principais arquitetos de teatro norte-americano, para projetar o edifício. O edifício continha um teatro com 2500 assentos, e um salão de baile no segundo andar que acomodava 200 convidados sentados. Durante sua história, o Audubon Ballroom foi usado como uma casa de vaudeville, sala de cinema, e sala de reuniões onde ativistas políticos frequentemente se reuniam.
Na década de 1930, a Congregação Emes Wozedek, uma sinagoga cujos membros era predominantemente imigrantes da Alemanha, começou a usar as salas do subsolo do Audubon Ballroom para realizar seus serviços religiosos. Mais ou menos na mesma época, vários sindicatos, incluindo os Trabalhadores do Trânsito Municipal, o Sindicato da Irmandade do IRT e o Sindicato dos Trabalhadores em Transportes, utilizaram as salas de reunião. Em 1950, os congregantes compraram o prédio, e continuaram a realizar suas reuniões lá até 1983.

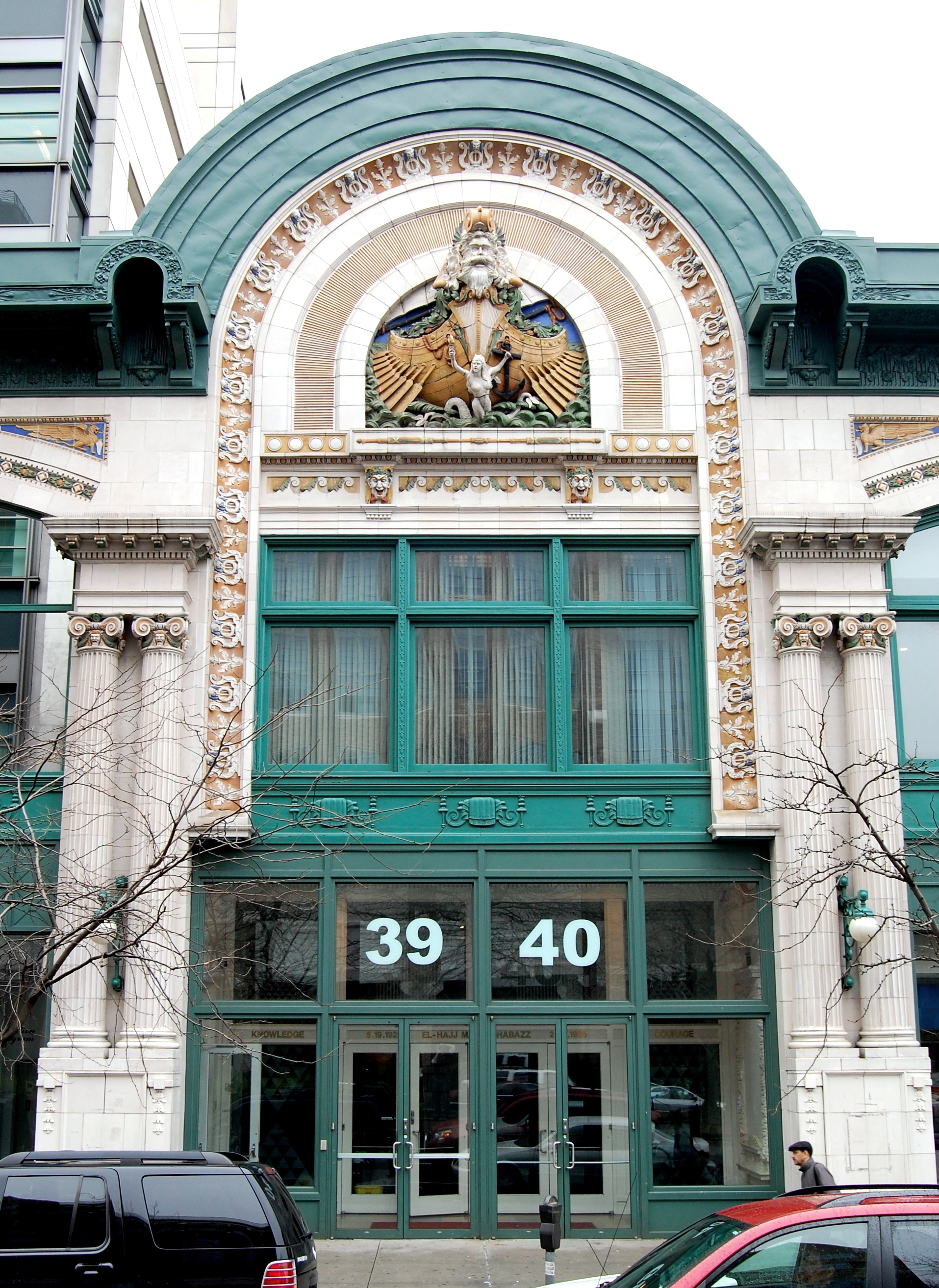
Entrada do Malcolm X and Dr. Betty Shabazz Memorial and Educational Center

Entre os muitos eventos realizados no salão de baile estava o festival anual Mardi Gras de Nova Iorque.
Depois que Malcolm X deixou a Nação do Islã em 1964, ele fundou a Organização da Unidade Afro-Americana (OAAU), cujas reuniões semanais eram realizadas no Audubon Ballroom. Foi em uma dessas reuniões, em 21 de fevereiro de 1965, que Malcolm X foi assassinado enquanto ele fazia um discurso.
Por causa do não pagamento de impostos sobre a propriedade, a cidade de Nova Iorque tomou posse do teatro em 1967. No entanto, nas décadas de 1960 e 1970, o salão de baile funcionava como San Juan Theater, exibindo filmes que atendiam ao bairro cada vez mais hispânico. Fechou em 1980, e o prédio permaneceu desocupado e o exterior se deteriorou.

### Reutilização adaptativa
Em 1989, a Universidade Columbia, com a Autoridade Portuária de Nova Iorque e Nova Jérsei como parceira, chegou a um acordo com a cidade, e em 1992 iniciou o processo de demolição do Audubon Ballroom para substituí-lo por uma instalação de pesquisa médica. Embora muitas autoridades municipais, incluindo o prefeito David Dinkins, fossem fortemente a favor fo projeto por causa dos empregos e ímpeto econômico que traria para a área, que havia sofrido muito com a crise econômica da década de 1970, atividades comunitários e estudantes da Universidade Columbia – que ocuparam o Hamilton Hall no campus – protestaram contra a demolição planejada, e grupos de preservação histórica entraram com um processo sem sucesso para impedi-la. Eles também foram incapazes de persuadir a Comissão para a Preservação dos Monumentos da Cidade de Nova Iorque a realizar uma audiência para dar ao edifício o status de marco histórico.
Afinal um acordo foi alcançado, pelo menos em parte devido à pressão trazida pela presidente do borough de Manhattan Ruth Messinger e pela viúva de Malcolm X, Betty Shabazz, que favoreceram a reutilização adaptativa do edifício. Elas foram apoiadas por um relatório sobre sua integridade estrutural produzido por equipe pro bono de arquitetos reunidos pelo New York Landmarks Conservancy e pela Municipal Art Society. O compromisso permitiu que a Columbia construísse na parte norte do prédio suas instalações de pesquisa – atualmente o Centro de Tecnologia e Negócios Audubon no Edifício de Pesquisa Biomédica Mary Woodard Lasker, parte do Parque de Tecnologia e Ciência Biomédica Audubon uma parceria público-privada entre o Centro Médico da Universidade de Columbia e os governos do estado e da cidade de Nova Iorque. Em troca, dois terços da fachada original do Audubon Ballroom – a parte ao longo da Broadway e West 165th Street – seriam preservados e restaurados. Além disso, uma parte do salão interior onde Malcolm X foi morto, foi restaurada e protegida, para ser transformada em um museu em homenagem a ele.

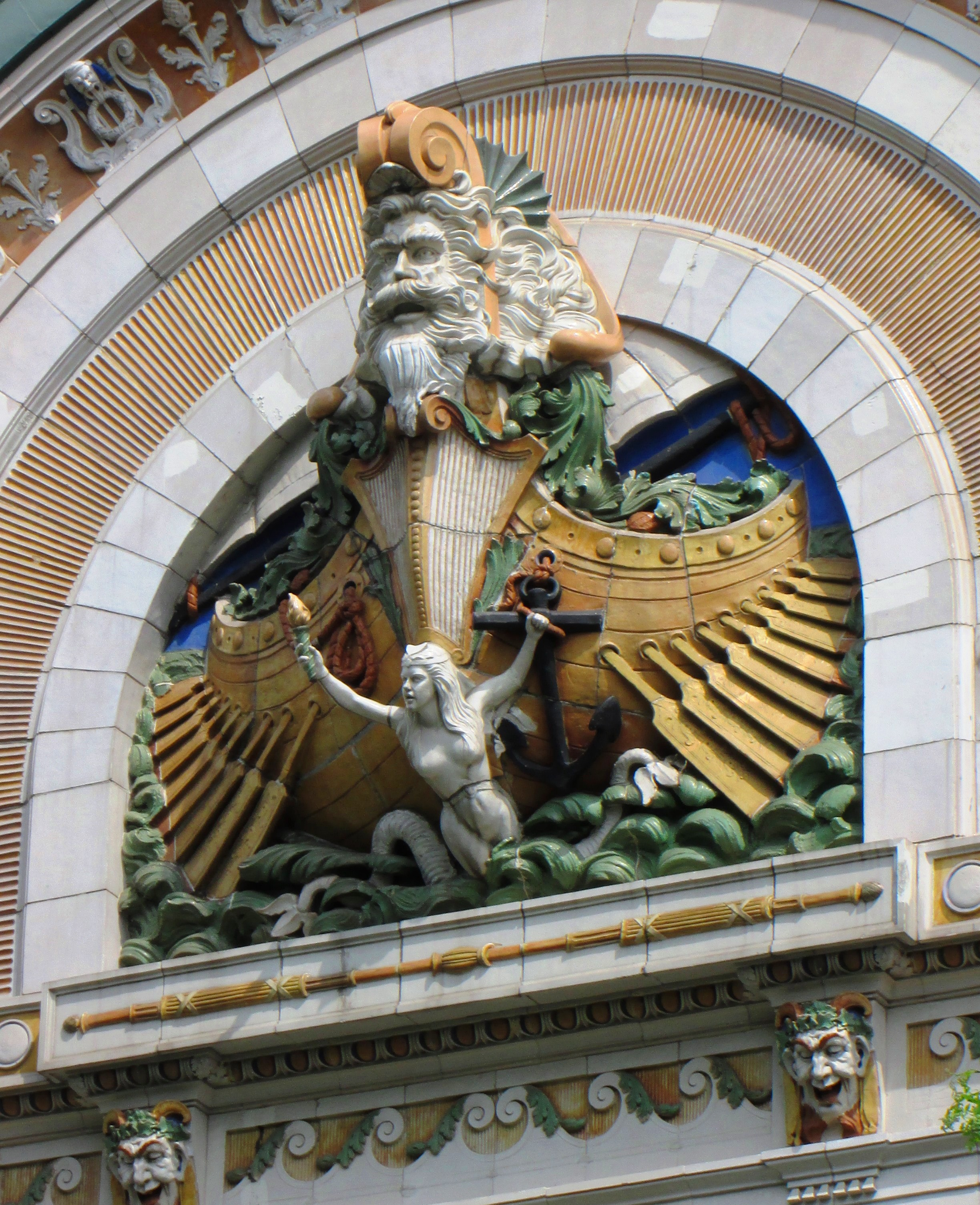
A estátua de Netuno em um navio acima da entrada

Em 2005, o Centro Educacional e Memorial Malcolm X e Dr. Betty Shabazz foi inaugurado no saguão para comemorar as contribuições de Malcolm X ao movimento pelos direitos civis.

## Arquitetura
O arquiteto Thomas Lamb, que mais tarde projetaria o eclético United Palace nas proximidades, era um defensor do uso de ornamentação e cor nos exteriores de seus edifícios. Ele escreveria: "Ornamentos, cores e cenas exóticas são particularmente eficazes na criação de uma atmosfera na qual a mente é livre para brincar e se torna receptiva ao entretenimento." De acordo com essa filosofia, a fachada do Audubon Ballroom apresenta policromia envernizada em terracota, incrustações e cornijas. Suas ornamentações incluem raposas marrons entre as janelas do segundo andar, destinadas a homenagear Fox, e, mais proeminentemente, uma colorida estátua tridimensional de Netuno em um navio.
Alterações no prédio em 1996 foram feitas pelo escritório de arquitetura de Davis Brody Bond, que também projetou o novo edifício da Universidade Columbia, enquando a restauração da fachada foi feita pelo especialista em preservação Jan Hird Pokorny.